# TV-året 1992

## Händelser

### Februari
- Februari – Väderpresentationen i SVT:s Rapport vinner första pris vid International Weather Forecasters Festival i Paris i Frankrike i konkurrens med 47 av alla de större TV-kanalerna i Europa och USA [1].

### Mars
- 2 mars – TV4 börjar med reguljära sändningar i det analoga marknätet.
- 14 mars – Christer Björkman vinner Melodifestivalen med låten I morgon är en annan dag.

### September
- 14 september – TV 4 introducerar TV-morgonprogram där nyhetsbulletinerna varvas med gästbesök i studion [2].

## TV-program

### Sveriges Television
- 13 januari – Premiär för Barbarella live, direktsänd underhållning från Norrköping med Lill-Marit Bugge som programledare.
- 6 mars – De giriga, den första av fyra nya filmer med Lars-Erik Berenett som Roland Hassel.
- 18 mars – Seriestart för den danska äventyrsserien Göingehövdingen.
- 20 augusti – Premiär för Rederiet.
- 25 september – Start för I manegen med Glenn Killing med bland andra Henrik Schyffert och Robert Gustafsson.
- 29 november–24 december – Årets julkalender är Klasses julkalender.[3]

## Avlidna
- 12 juni – Gerda Nicolson, 54, australisk skådespelare (Kvinnofängelset).
- 5 december – Hilary Tindall, 54, brittisk skådespelare (Arvingarna, Skeppsredaren).

### Fotnoter
1. ↑  John Pohlmans blogg 21 november 2010 - TV-väder historik del 9 Arkiverad 15 december 2010 hämtat från the Wayback Machine.
2. ↑  20:e århundrades När Var Hur - 1992, Bernt Himmelstedt, Forum, 1999
3. ↑  ”Jultradition”. Arkiverad från originalet den 25 april 2012. https://web.archive.org/web/20120425112719/http://www.jultradition.se/tv.htm. Läst 26 mars 2011.